# Зубрецька сільська рада
Зубре́цька сільська́ ра́да — колишня адміністративно-територіальна одиниця та орган місцевого самоврядування в Чортківському районі Тернопільської області. Адміністративний центр — с. Зубрець.

## Загальні відомості
Зубрецька сільська рада утворена в 1944 році.
- Територія ради: 23,5 км²
- Населення ради: 1 567 осіб (станом на 2001 рік)
- Територією ради протікає річка Баришка

До 19 липня 2020 р. належала до Бучацького району.
11 грудня 2020 р. увійшла до складу Бучацької міської громади.

## Населені пункти
Сільській раді були підпорядковані населені пункти:
- с. Зубрець

## Склад ради
Рада складалася з 16 депутатів та голови.
- Голова ради:
- Секретар ради: Хробак Богдан Володимирович

### Керівний склад попередніх скликань
| Прізвище, ім'я, по батькові | Основні відомості                      | Дата обрання | Дата звільнення |
| --------------------------- | -------------------------------------- | ------------ | --------------- |
| Гаврилюк Данило Степанович  | Сільський голова, 1950 року народження | 26.03.2006   | 31.10.2010      |

Примітка: таблиця складена за даними сайту Верховної Ради України

### Депутати
За результатами місцевих виборів 2010 року депутатами ради стали:

#### За суб'єктами висування
| Суб'єкт висування | Кількість обраних депутатів | %   |
| ----------------- | --------------------------- | --- |
| Самовисування     | 16                          | 100 |

#### За округами
| № округу | Прізвище, ім'я, по батькові     | Дата визнання обраним | Освіта             | Партійна приналежність                        | Відомості про обраного депутата                                     |
| -------- | ------------------------------- | --------------------- | ------------------ | --------------------------------------------- | ------------------------------------------------------------------- |
| 1        | Пилипів Петро Степанович        | 04.11.2010            | середня спеціальна | позапартійний                                 | ПАП Зубрець, тракторист                                             |
| 2        | Гриньків Вікторія Володимирівна | 04.11.2010            | вища               | позапартійна                                  | с/р, бухгалтер                                                      |
| 3        | Пастух Степан Іванович          | 04.11.2010            | середня спеціальна | позапартійний                                 |                                                                     |
| 4        | Пилипів Роман Степнаович        | 04.11.2010            | вища               | позапартійний                                 |                                                                     |
| 5        | Гринів Василь Степанович        | 04.11.2010            | середня спеціальна | позапартійний                                 |                                                                     |
| 6        | Пивоварчук Ярослава Михайлівна  | 04.11.2010            | середня спеціальна | позапартійна                                  | Амбулаторія загальної практики — сімейної медицини, помічник лікаря |
| 7        | Юрчик Марія Василівна           | 04.11.2010            | вища               | член Всеукраїнського об'єднання «Батьківщина» | д/с, вихователь                                                     |
| 8        | Боднар Володимир Михайлович     | 04.11.2010            | вища               | позапартійний                                 | загальноосвітня школа, вчитель                                      |
| 9        | Хробак Богдан Володимирович     | 04.11.2010            | вища               | позапартійний                                 | с/р, секретар                                                       |
| 10       | Боднар Олег Михайлович          | 04.11.2010            | середня спеціальна | член Всеукраїнського об'єднання «Батьківщина» | ПАП Зубрець, агроном                                                |
| 11       | Кушнірчук Михайло Степанович    | 04.11.2010            | вища               | член Політичної партії «Наша Україна»         | ПАП Зубрець, директор                                               |
| 12       | Гриньків Степан Михайлович      | 04.11.2010            | середня спеціальна | позапартійний                                 | ФГ Коронарія, фермар                                                |
| 13       | Меленюк Михайло Степанович      | 04.11.2010            | середня спеціальна | позапартійний                                 | пенсіонер                                                           |
| 14       | Заготинець Володимир Михайлович | 04.11.2010            | середня спеціальна | позапартійний                                 | ТЗОФ, офіціант                                                      |
| 15       | Гаврилюк Михайло Михайлович     | 04.11.2010            | середня            | позапартійний                                 | Коледж, студент                                                     |
| 16       | Олійник Микола Орестович        | 04.11.2010            | вища               | позапартійний                                 | ТзОВ Бучачагрохлібпром, агроном                                     |